# La Punt Chamues-ch
La Punt Chamues-ch (do 30 września 2020 La Punt-Chamues-ch, do 1943 Ponte-Campovasto) – miejscowość i gmina w południowo-wschodniej Szwajcarii, w kantonie Gryzonia, w regionie Maloja.

## Demografia
W La Punt Chamues-ch mieszka 686 osób. W 2020 roku 24,3% populacji gminy stanowiły osoby urodzone poza Szwajcarią.

## Transport
Przez teren gminy przebiega droga główna nr 27.